# Hans Vanwijn
Hans Vanwijn (Heusden-Zolder, 15 febbraio 1995) è un cestista belga.

## Carriera
Con il Belgio ha disputato i Campionati europei del 2022.

## Palmarès
- Coppa del Belgio: 2

Anversa Giants: 2019, 2020